# Comuna Lobor, Krapina-Zagorje
Lobor este o comună în cantonul Krapina-Zagorje, Croația, având o populație de 3.188 de locuitori (2011).

## Demografie
Componența etnică a comunei Lobor
     Croați (98,96%)
     Necunoscut (0,03%)
     Neclasificat (0,82%)
Componența confesională a comunei Lobor
     Catolici (98,65%)
     Necunoscută (0,38%)
     Alte religii (0,97%)
Conform recensământului din 2011, comuna Lobor avea 3.188 de locuitori. Din punct de vedere etnic, majoritatea locuitorilor (98,96%) erau croați. Apartenența etnică nu este cunoscută în cazul a 0,03% din locuitori. Din punct de vedere confesional, majoritatea locuitorilor (98,65%) erau catolici. Pentru 0,38% din locuitori nu este cunoscută apartenența confesională.